# Néos Sidirodromikós Stathmós
Néos Sidirodromikós Stathmós (Grieks: Νέος σιδηροδρομικός σταθμός) (Nieuwe spoorwegstation) is een metrostation in de Griekse stad Thessaloniki dat op 30 november 2024 werd geopend. Het metrostation hoort bij het treinstation van Thessaloniki.

## Geschiedenis
In 1918 werd, naar aanleiding van de grote stadsbrand in 1917, een wederopbouwplan gepresenteerd dat onder andere voorzag in de nieuwbouw van twee kopstations voor de spoorwegen die onderling verbonden zouden worden met een metro die de oude stad in een tunnel onder de Egnatialaan zou doorkruisen. Het westelijke kopstation zou komen op de locatie van metrostation Dimokratias, het oostelijke zou komen in Nieuw Zwitserland, destijds een vrijwel onbebouwd gebied ten zuidoosten van de oude stad, waar nieuwe woonwijken moesten verrijzen. De stad werd herbouwd en de nieuwe woonwijken kwamen er ook, maar noch de metro noch de kopstations werden toen gebouwd. De metrolijn zou keerlussen krijgen bij de respectievelijke eindpunten, aan de westkant zou deze om het kopstation heen lopen onder de Michael Kaloustraat.
In de jaren 30 van de 20e eeuw werden de plannen voor het westelijke kopstation nader uitgewerkt. Het zogeheten Nieuwe spoorwegstation werd tussen 1937 en 1961 gebouwd op een terrein ten westen van de Kaloustraat. De metro kwam weer in beeld in 1968 toen er een voorstel gedaan werd voor een ringlijn die ook het vliegveld zou aandoen, maar ook dit kwam niet verder dan de tekentafel. 
In de jaren 80 van de 20e eeuw kwam de gemeente Thessaloniki met een eigen metroplan, de bouw begon in 1986 en werd in 1989 stilgelegd om financiële redenen. In dit project was de tunnel onder de oude stad, zoals in het plan van 1918, opgenomen en zou een metrostation onder het stationsplein van het nieuwe spoorwegstation het westelijke eindpunt worden. In april 2006 werd gekozen voor een automatische metro naar het voorbeeld van de metro van Kopenhagen. In juni 2006 begon de aanleg met een geplande bouwtijd van 6 jaar.  
In januari 2007 was het verleggen van leidingen op het stationsplein voltooid, de bouw van het station begon in oktober van dat jaar.  De bouw van het station was in de zomer van 2024 voltooid.

## Archeologie
Het metrostation onder het stationsplein werd gebouwd volgens de open bouwputmethode waarbij ook archeologische vondsten werden verwacht. Hoewel dit station op de geplande diepte van 9 meter werd gerealiseerd waren vondsten elders langs het traject aanleiding om, met name onder de oude stad, de tunnels niet op 9 meter maar tussen de 14 en 31 meter diep te boren. Hierom moest het ontwerp van de metrolijn worden aangepast zodat het project aanzienlijk vertraging opliep. De archeologische vondsten onder het stationsplein werden gecategoriseerd als van archeologische belang. In het station zijn geen artefacten tentoongesteld maar hangen in de stationshal en de reizigerstunnels foto's van de bouw en de voorwerpen.

## Ligging en inrichting
Het station is gebouwd naar het voorbeeld van de metrostations in Kopenhagen wat vooral op perronniveau duidelijk te zien is. Het perron ligt onderin de kuip op 9 meter diepte en is voorzien van perrondeuren in verband met de inzet van automatische metro's. De stationshal ligt direct boven het perron vlak onder de Monastirioustraat parallel aan de sporen van het spoorwegstation.  Aan de westkant van de stationshal ligt een vaste trap geflankeerd door roltrappen tussen hal en perron, en buiten de OV-poortjes een vaste trap naar het busstation. Aan de oostkant zijn een lift en een vaste trap beschikbaar op de perronkop, terwijl in het midden een tweede lift beschikbaar is. De toegangen liggen diagonaal op de stationskuip, de noordelijke heeft een lift en een roltrapgroep vlak voor de ingang van het spoorwegstation. De zuidelijke toegang bij de Giannitsonstraat heeft een vaste trap geflankeerd door roltrappen. Ten westen van het perron liggen drie opstelsporen, ten oosten van het perron ligt een kruiswissel zodat de metro's beide sporen in beide richtingen kunnen gebruiken. In de praktijk maken de metro's van lijn 1 kop op het zuidelijke spoor, lijn 2 zal in 2025 in bedrijf komen. In het kaderplan is een verdere verlenging van de lijn naar het westen voorzien en is voor 2040 ook lijn 3 ingetekend die eveneens het station moet bedienen.